# Pulse Tour
Pulse Tour é a sexta turnê da cantora estadunidense Toni Braxton. A turnê iria começar em 2009, passando pelo Brasil, mas os shows foram cancelados.

## Apresentações
- Datas da turnê:[3]

| Data                   | Cidade         | Local          |
| ---------------------- | -------------- | -------------- |
| 13 de dezembro de 2010 | Kiev           | Palace Ukraina |
| 14 de dezembro de 2010 | Moscou         | Kremlin Palace |
| 16 de dezembro de 2010 | São Petesburgo | Ice Palace     |
| 18 de dezembro de 2010 | Minsk          | Minsk Arena    |